# Université des sciences et de la technologie d'Oran
L'université des sciences et de la technologie d'Oran - Mohamed Boudiaf (USTO - MB) est une université située dans la commune de Bir El Djir dans la banlieue est de la ville d'Oran en Algérie.
Elle est classée par le U.S. News & World Report au 59e rang du classement régional 2016 des universités arabes.

## Histoire
Oran était dotée d'une formation supérieure et de la recherche scientifique et de développement technologique depuis la création de l'Institut de Génie Civil et Mécanique d’Oran (IGCMO) par ordonnance N° 75-27 du 29 avril 1975 du Ministère de l'enseignement supérieur. Cet institut se situait à la sortie sud d'Oran en allant vers Es Senia.
En septembre 1986, la ville d'Oran fut dotée d'un pôle universitaire aussi important que l'Université d'Oran Es-Senia mais plus moderne et à Oran-Est. Baptisée au début Université des sciences et de la technologie d'Oran (USTO), elle a été conçue par l’architecte japonais Kenzō Tange et s’étalait sur une superficie de 89 ha . Elle a été rebaptisée Université des sciences et de la technologie d'Oran - Mohamed-Boudiaf en mémoire du président assassiné Mohamed Boudiaf.

## Facultés et départements
L'université comprend sept facultés et deux instituts qui regroupent un total de vingt-et-un départements, ainsi que d'un centre d'enseignement des langues :
- Faculté des Mathématiques et Informatique
  - Mathématiques
  - Informatique
- Faculté de Physique
  - Génie physique
  - Technologie des matériaux
  - Physique énergétique
- Faculté des sciences de la nature et de la vie
  - Biotechnologie
  - Génétique moléculaire appliquée
  - Vivant et environnement
- Institut des sciences et techniques appliquées
- Institut d'éducation physique et de sport
  - Entraînement sportif
- Faculté de chimie
  - Chimie physique
  - Chimie des matériaux
  - Génie chimique
- Faculté  de génie électrique 
  - Électronique
  - Électrotechnique
  - Automatique
- Faculté  de génie mécanique
  - Génie mécanique
  - Génie maritime
  - Mine et Métallurgie
- Faculté  d'architecture et génie civil
  - Architecture
  - Génie civil
  - Génie de l'eau
- Centre d’enseignement intensif des langues

### Activités sportives
L'université comporte aussi un Institut d'éducation physique et sportive pour la formation des licences et masters en éducation physique et sportives, il doté aussi d'infrastructures sportives aux normes internationales (stade de football avec une piste d'athlétisme, piscine olympique...etc) afin de développer le sport universitaire dans le pays.

## Infrastructures
- Piscine olympique.
- Salle de gymnastique.
- Salle de fitness.
- Terrain de football avec gazon synthétique de troisième génération.
- Centre de Développement Entrepreneurial (CDE).
- Auditorium Kenzo TANGE (1 200 places).
- Incubateur.
- Pépinière avec serres.
- Bibliothèque Universitaire Centrale.
- Crèche.
- Restaurant Universitaire.
- Cafétérias.

## Recherche scientifique
Inscrite dans la Commission nationale d'évaluation du projet de la recherche universitaire (CNEPRU), l'Agence nationale du développement de la recherche universitaire (ANDRU) et à l'Agence nationale du développement de la recherche en santé (ANDRS), l'université est équipée pour la recherche scientifique et des laboratoires ont été conçues pour cela. Elle travaille aussi en coopération avec d'autres universités étrangères.

## Recteurs
| Années       | Recteur               |
| ------------ | --------------------- |
| 1975-1986    | Hassan Lazreg         |
| 1986-1989    | Mourad Salim Taleb    |
| 1989-1990    | Mohamed Bouziane      |
| 1990-1992    | Mohamed Benzohra      |
| 1992-1997    | Mohamed Mebarki       |
| 1997-2000    | Omar Kheroua          |
| 2000-2006    | Djamel Eddine Kerdal  |
| 2006-2011    | Mohamed Bensafi       |
| 2011-2015    | Aicha Derdour         |
| 2015-2020    | Nassira Benharrats    |
| 2020-2023    | Bouziane Amine Hammou |
| 2023-présent | Ahmed Hamou           |

## Anciens étudiants
- Nora Zaïr, photographe et ingénieure algérienne.